# Desmodium pullenii
Desmodium pullenii är en ärtväxtart som beskrevs av Leslie Pedley. Desmodium pullenii ingår i släktet Desmodium och familjen ärtväxter. Inga underarter finns listade i Catalogue of Life.